# 峦树
峦树，出生在青岛。父亲是音乐教师，兄弟三人，排行老二。已婚。妻子是演员咏梅。
1981-1987年，就读中央音乐学院附中，主修小号，副科钢琴。
1990年加入黑豹乐队,任键盘手,出版专辑《黑豹》,92年-93年期间,在窦唯离开黑豹以后,任主唱兼键盘手,共同出版专辑《黑豹II 光芒之神》
1992年开始，热爱上马术运动。
1994年以后，放弃乐队，自费组队从事专门的训练工作。并且到澳大利亚学习。
1997年代表北京队获得第八届全运会马术障碍赛冠军。
同时，仍在进行个人音乐创作。
2000年，成立“声音”制作室，担任音乐总监。
2003获得“音乐风云榜”年度最佳音乐制作人奖
2005年，为纪念唐朝乐队贝司手张炬去世十年，峦树做为发起人，录制专辑《礼物》

## 作品
- 《寂寞的自由》演唱纪如璟，作曲峦树
- 《睡莲》演唱纪如璟，作曲峦树
- 《时光》演唱许巍，作曲峦树
- 《爱上怎样的人》演唱曹颖，作曲峦树
- 《白衣天使》演唱筠子，作曲峦树
- 《飞扬》“梦舟”足球队队歌，作曲峦树
- 《那一天》演唱峦树
- 《声声慢》演唱陈明，作曲峦树
- 《如果我的梁山伯》演唱周晓鸥，编曲峦树
- 《小鱼的理想》演唱许巍，编曲峦树
- 《礼物》摇滚明星合唱，作曲峦树，编曲峦树